# Metaplasm
Metaplasm (från latinets metaplasmus och grekiskans μεταπλασμός, "omformande") är ett retoriskt begrepp som syftar på förändringar i ords form utan att deras betydelse påverkas. Begreppet ska inte förväxlas med den medicinska termen metaplasi, även om metaplasm i retorisk mening kan ses som en språklig omformning.
Metaplasm innefattar förändringar i ordens bokstäver, ljud eller stavelser och delas in i fyra huvudsakliga kategorier beroende på vilken typ av förändring som sker: 1) tillägg, 2) borttagning (omission), 3) utbyte och 4) omkastning (metathesis) av språkliga element. En ytterligare kategori är repetition, där en språklig enhet upprepas trots att den redan existerar, alltså inte en riktig förändring.
Dessa kategorier kan vidare delas in beroende på var förändringen sker i ordet:
- Prosthesis – tillägg av en bokstav eller stavelse i början av ett ord.[2]
- Epenthesis – infogning av en ljudenhet inuti ett ord.[2]
- Diaeresis – en form av “tillägg” som påverkar stavelseindelning, ofta använd i poesi.[2]
- Aphaeresis – borttagning av en ljudenhet i början av ett ord (från omission).[2]
- Syncope – borttagning av en ljudenhet inuti ett ord (från omission).[2]
- Apocope – borttagning av en ljudenhet i slutet av ett ord (från omission).[2]
- Synaloepha – sammandragning av två ord till ett (från omission). Används ofta med hjälp av apostrofer.[2]

Metaplasmatiska förändringar betraktas som stilfigurer, då de påverkar språkets uttryck. De ska dock inte förväxlas med troper, som förändrar ordens betydelse för att skapa bildliga uttryck, exempelvis i form av en metafor.

## Exempel och användning
Ett vanligt exempel på metaplasm återfinns i smeknamnsbildning, där ett namn som Theodor förkortas till Theo. Inom litteraturen används metaplasm ofta för att anpassa språk till versmått och rytm.
William Shakespeare använde metaplasm i flera av sina verk. Det går att se tydliga exempel på Synaloepha i hans pjäser. I Hamlet förekommer exempelvis följande rad:
"O’er which his melancholy sits on brood."
Här används Synaloepha för att förkorta "over" till "o’er". Detta anpassar texten till den poetiska rytmen.
Shakespeares användning av metaplasm illustrerar dess betydelse inom poesi och litteratur. Särskilt i klassisk poesi, där rytm och versmått styr antalet ord och stavelser, spelar metaplasm en central roll. Andra historiska författare som använde metaplasm är exempelvis Vergilius, vars epos Aeneiden innehåller flera sådana språkliga förändringar för att anpassa texten till hexameterns versstruktur.
Metaplasm förekommer även i modernt språkbruk, särskilt inom slang och informellt tal. Exempel inkluderar fonetiska förändringar i vardagsspråk och digital kommunikation. Dessa förändringar visar hur språket utvecklas genom metaplasm, både historiskt och i nutid.